# Carex brongniartii
Espèce
Classification phylogénétique
Carex brongniartii est une espèce de plantes du genre Carex et de la famille des Cyperaceae. Elle est originaire de certaines régions d’Amérique du Sud et se trouve principalement dans les biomes subtropicaux.

## Utilisations et avantages
Bien que les informations spécifiques sur les utilisations et les avantages de Carex brongniartii soient limitées, les plantes du genre Carex sont souvent utilisées dans l’aménagement paysager pour leur aspect ornemental et leur capacité à prospérer dans des habitats humides et ombragés.